# Brachyptera calabrica
Brachyptera calabrica är en bäcksländeart som beskrevs av Aubert 1953. Brachyptera calabrica ingår i släktet Brachyptera och familjen vingbandbäcksländor. Inga underarter finns listade i Catalogue of Life.